# Victor Henri
Victor Henri (6 de junio de 1872 – 21 de junio de 1940) fue un fisicoquímico y fisiólogo francés-ruso. 
Nació en Marsella como hijo de padres rusos. Es conocido principalmente como un pionero en cinética enzimática. Ha publicado más de 500 documentos en una variedad de disciplinas incluyendo bioquímica, fisicoquímica psicología y fisiología.

## Vida
Los padres de Victor Henri fueron Aleksandra TD Lyapunova y Nikolai Alexandrovich Krylov. No estaban casados. En cambio, Krylov estaba casado con la hermana de la madre, Sofiya Viktorovna. En ese momento, un niño ilegítimo no tenía derechos si nacia en Rusia, pero si nació en Francia sería un ciudadano francés. 
En 1891, Henri entró en la Universidad de la Sorbona en París, donde recibió una educación en matemáticas y, posteriormente, en Ciencias naturales. 
Henri se graduó con dos tesis doctorales: en 1897, en psicología, con la Universidad de Göttingen; y en 1903, en París, en fisicoquímica. 
En 1930, fue nombrado catedrático en físicoquímica de la Universidad de Lieja en Bélgica.

## Trabajo
Como varios otros investigadores alrededor de 1900, Henri estudió la invertasa, que hidroliza el sacarosa en glucosa y fructosa, con el fin de derivar una ley de tasa general (cinética) para las enzimas.
Después de que el científico británico Adrian John Brown encontró que reacciones enzimáticas fueron iniciadas por un vínculo entre la enzima y el substrato, e inspirado en las discusiones con el alemán Max Bodenstein, publicó, en 1902, por primera vez la ecuación fundamental de la cinética enzimática. lo escribió como sigue:
{\displaystyle {\frac {dx}{dt}}={\frac {K\cdot \Phi \cdot (a-x)}{1+m\cdot (a-x)+n\cdot x}}}
donde  a y  x denotan la concentración inicial de sustrato y la concentración de producto formado, respectivamente. Los otros símbolos significan constantes. En notación moderna, puede escribirse como:
{\displaystyle v={\frac {{\text{const.}}\cdot S}{1+{\frac {S}{K_{1}}}+{\frac {P}{K_{2}}}}}\ (\ast )}
donde v, S y P denota la velocidad de reacción y las concentraciones de sustrato y producto, respectivamente. K1 y K2 dan soporte para las constantes de disociación de la enzima-sustrato-complejo y enzima – producto complejo, respectivamente.
Tomó cerca de 10 años el significado pleno de esta ecuación cuando su trabajo es tomado por el bioquímico alemán Leonor Michaelis y la doctora canadiense Maud Menten en 1913 donde interpretaron sus constantes. Por lo tanto, allanó el camino para múltiples aplicaciones.